# 克雷格縣 (維吉尼亞州)
克雷格縣（英語：Craig County）是美國維吉尼亞州西部的一個縣，西鄰西維吉尼亞州。面積856平方公里。根據美國2000年人口普查，共有人口5,091人。縣治紐卡斯爾（New Castle）。
成立於1851年。縣名紀念聯邦眾議員羅伯特·克雷格。